# ITF Bonita Springs
Das ITF Bonita Springs (offiziell: FineMark Women’s Pro Tennis Championship) ist ein Tennisturnier der ITF Women’s World Tennis Tour, das in Bonita Springs, Florida, auf Sandplatz ausgetragen wird.

## Siegerliste

### Einzel
| Jahr                    | Siegerin       | Finalgegnerin  | Ergebnis        |
| ----------------------- | -------------- | -------------- | --------------- |
| ↓ Kategorie: $100.000 ↓ |                |                |                 |
| 2019                    | Lauren Davis   | Ann Li         | 7:5, 7:5        |
| 2020                    | abgesagt       | abgesagt       | abgesagt        |
| 2021                    | Katie Volynets | Irina Bara     | 6:74, 7:62, 6:1 |
| 2022                    | Gabriela Lee   | Katarzyna Kawa | 6:1, 6:3        |
| 2023                    | Kayla Day      | Ann Li         | 6:2, 6:2        |

### Doppel
| Jahr                    | Siegerinnen                    | Finalgegnerinnen                        | Ergebnis         |
| ----------------------- | ------------------------------ | --------------------------------------- | ---------------- |
| ↓ Kategorie: $100.000 ↓ |                                |                                         |                  |
| 2019                    | Alexa Guarachi Erin Routliffe  | Usue Maitane Arconada Caroline Dolehide | 6:3, 7:65        |
| 2020                    | abgesagt                       | abgesagt                                | abgesagt         |
| 2021                    | Erin Routliffe Aldila Sutjiadi | Eri Hozumi Miyu Katō                    | 6:3, 4:6, [10:6] |
| 2022                    | Tímea Babos Nao Hibino         | Wolha Hawarzowa Katarzyna Kawa          | 6:4, 3:6, [10:7] |
| 2023                    | Makenna Jones Jamie Loeb       | Ashlyn Krueger Robin Montgomery         | 5:7, 6:4, [10:2] |